# Lucas Daubermann
Lucas Daubermann (18 de marzo de 1995) es un futbolista brasileño que juega como centrocampista.

## Trayectoria

### Clubes
| Club               | País      | Año       |
| ------------------ | --------- | --------- |
| Madureira E. C.    | Brasil    | 2016-2017 |
| Kataller Toyama    | Japón     | 2018-2020 |
| Kochi United S. C. | Japón     | 2021      |
| Toyama Shinjo Club | Japón     | 2022-2023 |
| Phrae United F. C. | Tailandia | 2023-2024 |